# 馬克·洛科克
馬克·安德魯·洛科克爵士 KCB （Mark Andrew Lowcock，1962年7月25日—）曾任聯合國人道事務與緊急援助副秘書長，負責統籌聯合國人道事務協調廳事務，於2017年5月12日由聯合國秘書長安東尼歐·古特瑞斯任命，2021年7月卸任。在這之前，洛科克在英國國際發展部擔任常務次長，任期自2011年至2017年9月正式就任聯合國新職為止。

## 個人經歷
洛科克是英國卡爾福德中學校友，中學畢業後考進牛津大學，主修經濟學和歷史；在倫敦大學伯貝克學院取得經濟學碩士學位後，洛科克赴美留學，在波士頓大學攻讀經濟學和商業博士學位。洛科克同時也具有會計師資格，是特許公共財政與會計協會（Chartered Institute of Public Finance and Accountancy）會員。
1991年，洛科克與茱莉亞·華生（Julia Watson）結為連理，育有2個兒子和1個女兒。

## 職業生涯
洛科克自1985年起任職於英國海外發展管理局（Overseas Development Administration，今英國國際發展部），並於1992年至1994年期間擔任海外發展管理局長琳達·克爾克的私人秘書。後歷任該局與日後升格成立的國際發展部各單位首長，包括中非區域辦事處（Regional Office for Central Africa）、歐洲聯盟部門（European Union Department）、東非區域辦事處（Regional Office for East Africa）等。2011年6月9日，洛科克升任國際發展部常務次長一職。
洛科克曾在德里、卡拉奇、柏林、阿迪斯阿貝巴等國際城市發表演講，講題涵蓋國際發展、經濟成長、衣索比亞經濟發展等主題。 2015年時，洛科克的年薪約介於16萬歐元至16萬4,999歐元之間，是英國公部門收入最高的328位公僕之一。此外，英國在1970年承諾將援助預算提高至該國國內生產總值（GDP）的0.7%；但要等到35年後，在洛科克任內，英國才達成此一目標。

## 榮譽
2011年，洛科克獲英國女王伊莉莎白二世頒授三等巴斯勳章（CB）。2017年新年授勳時，洛科克再獲頒爵級司令勳章（KCB），以表彰他在公共服務領域（尤其是在國際發展方面）的貢獻。

## 延伸閱讀
- . Who's Who 2015 (Oxford University Press). 2015 （英语）.